# Moundville (Alabama)
Moundville város az USA Alabama államában, Hale és Tuscaloosa megyében. Lakosainak száma 3024 fő (2020. április 1.).

## Népesség
A település népességének változása:
| Lakosok száma | 253  | 1809 | 2427 | 3024 |
|               | 1910 | 2000 | 2010 | 2020 |